# Un artista del hambre
Un artista del hambre (título original en alemán: Ein Hungerkünstler), es un relato corto publicado por Franz Kafka en 1922 en la revista literaria Die neue Rundschau. Poco tiempo después de su muerte reapareció en una antología del autor publicada en 1924 con el mismo título de este relato, acompañado con otros tres relatos: Erstes Leid, Eine kleine Frau y Josefine, die Sängerin oder Das Volk der Mäuse. Tres de ellos contenían una visión irónica de la vida del artista como trama, y los protagonistas son artistas de circo en dos casos.
El protagonista es una arquetípica creación de Kafka, un individuo marginado y victimizado por la sociedad. La historia detalla la decadencia y muerte de un artista ayunador profesional de un circo que se muere de hambre en una jaula ignorado sistemáticamente por el público. Permaneció en su jaula hasta que uno de los administradores del circo le preguntó si aún seguía pasando hambre. Su respuesta fue que la razón por la que se moría de hambre es que nunca llegó a encontrar una comida que le gustara; después murió.

## Historia de los artistas del hambre
El Hungerkünstler es un tipo de artistas circenses, la mayor parte fraudulentos, que desde fines del siglo XVII hasta comienzos del XX se exhibían en los espectáculos de fenómenos o freak shows como "esqueletos vivientes" o ayunadores. Empezaron a popularizarse mucho a partir de 1880, cuando el médico estadounidense Henry Tanner apostó a que podría renunciar por completo a la comida y solo beber agua durante 40 días y se hizo vigilar noche y día, cumpliendo su promesa y repitiendo el espectáculo varias veces, cobrando las entradas. Ganó mucho dinero y pronto generó imitadores en su país y en Europa. Creía que el ayuno podía curar diversas enfermedades, y además mostrar el poder de la voluntad humana al ser capaz de superar los impulsos naturales. La atracción consistía en ver cuánto tiempo podían resistir los artistas un ayuno absoluto, en la observación de los estragos de la caquexia en los cuerpos y en los récords que batían. Además, los médicos aprovecharon para observar los efectos de la inanición y publicaron estudios al respecto, como el de Luigi Luciani: Das Hungern. Studien und Experimente am Menschen.
En Europa algunos de los más famosos hungerkünstler fueron Giovanni Succi y Wilhelm Bode (alias Ricardo Sacco), que ayunaron alrededor de tres semanas. En 1905 apareció en Viena la primera artista femenina del hambre, la actriz Auguste Victoria Schenk. En 1926, el artista del hambre alemán Jolly estableció una marca inaudita en Berlín de 44 días; atrajo alrededor de 350.000 visitantes y recolectó lo que al cambio actual sería alrededor de medio millón de euros, pero las sospechas de que eran alimentados en secreto iniciaron el declive de este tipo de espectáculos. Arnold Ehret (1856-1922) se encerró el 26 de junio de 1909 en una jaula de vidrio en Colonia y logró un nuevo récord mundial de 49 días sin comida, algo que no escaparía a Kafka. En Berlín y Viena en particular varios imitadores no llegaron a soportarlo y abandonaron prematuramente. Max Michelly estableció un nuevo récord de 54 días de ayuno que no superó nadie en mucho tiempo.

## Interpretaciones del relato de Kafka
La historia explora temas familiares de la poética kafkiana, como la muerte y el aislamiento, el arte y el ascetismo, la pobreza espiritual, la futilidad o el fracaso personal, todo dentro de una corrupción generalizada de las relaciones humanas. Como en otras de sus obras, existe una absoluta incomprensión entre el artista y su público: nadie puede sentir el hambre que el artista siente tras tantos días de ayuno.
Es posible que esta parábola sin moraleja encubra una alegoría sobre la condición del artista incomprendido en una sociedad de masas, donde su autoinfligido sufrimiento por hambre es sustituido por el activo devorar externo de la pantera. El ascetismo del artista induce a sospechar si se trata de una figura santificada o incluso cristiana, a causa del carácter nada mundano del protagonista y de la calidad sacerdotal de los observadores, así como la interpretación tradicional del período de cuarenta días, que evoca el ayuno de Jesús en el desierto. En cuanto a la alegoría del artista incomprendido, rechazado o ignorado por el público, que puede tener algo de autobiográfico ya cerca del final de la vida de Kafka, enfermo desahuciado de tuberculosis, víctima de ocasionales trastornos alimentarios e interesado en la naturopatía, ofrece la interpretación de un artista decadente que está muriendo por un mal espiritual o artístico, o por su propia autoalienación. En todo caso, la pantera se consideraría la antítesis del artista del hambre: satisfecha y contenta, la corporalidad del animal contrasta marcadamente con la etérea espiritualidad del artista del hambre. El artista del hambre es libre en su interior, pero el animal lo es en el exterior.
Otras interpretaciones indican que debe leerse irónicamente: es un artista que intenta elevarse por encima de la parte animal de la naturaleza humana, representada por la pantera, enfrentada a un público incomprensible, al menos en esta época. Kafka expresa la indiferencia del mundo hacia sus propios escrúpulos artísticos de escritor a través de la difícil situación del artista del hambre. Según Maud Ellmann, lo que hace vivir al artista en realidad es la mirada de los demás, ya que "es imposible vivir del hambre a menos que se nos vea o se nos represente haciéndolo".